# Cephalopholis fulva
Cephalopholis fulva es una especie de pez del género Cephalopholis, familia Serranidae. Fue descrita científicamente por Linnaeus en 1758.
Se distribuye por el Atlántico Occidental: Carolina del Sur, EE. UU. y Bermudas hasta el sur de Brasil. La longitud total (TL) es de 44 centímetros. Habita en arrecifes de coral y aguas claras y se alimenta de pequeños peces y crustáceos. Puede alcanzar los 150 metros de profundidad.
Especie peligrosa por intoxicación de ciguatera.